# Спрингфилд (Висконсин, округ Сент-Крой)
Спрингфилд (англ. Springfield) — американский населенный пункт округа Сент-Крой, штат Висконсин. По данным переписи 2000 года население составляло 808 человек. Код FIPS: 55-75950, GNIS ID: 1584195.

## Население
По данным переписи 2000 года население составляло 808 человек, в городе проживало 220 семей, находилось 285 домашних хозяйств и 299 строений с плотностью застройки 3,4 строения на км². Плотность населения 9,1 человек на км². Расовый состав населения: белые — 95,17 %, афроамериканцы — 0,12 %, коренные американцы (индейцы) — 0,12 %, азиаты — 2,97 %, представители других рас — 0,37 %, представители двух или более рас — 1,24 %. Испаноязычные составляли 0,50 % населения.
В 2000 году средний доход на домашнее хозяйство составлял $54 886 USD, средний доход на семью $56 154 USD. Мужчины имели средний доход $36 932 USD, женщины $22 241 USD. Средний доход на душу населения составлял $21 303 USD. Около 0,9 % семей и 2,4 % населения находятся за чертой бедности, включая 0,0 % молодежи (до 18 лет) и 3,4 % престарелых (старше 65 лет).